# Cao Pi
Cao Pi (187. – 29. lipnja 226.),  formalnoCar Wen od (Cao) Weija ((kin.)), kurtoazno ime Zihuan (子桓) bio je prvi car Cao Weija, jednog od kineska Tri kraljevstva. Bio je drugi sin znamenitog kineskog političara, vojskovođe i pjesnika Cao Caoa, od koga je naslijedio pjesnički talent.
Cao Pi se rodio kao drugi sin Cao Caoa i njegove konkubine (kasnije supruge) princeze Bian, a nakon smrti starijeg brata Cao Anga 197. je postao Cao Caov prezumptivni nasljednik. Nakon što su godine 204. očeve snage zarobile Gospu Zhen, prelijepu suprugu suparničkog Yuan Xija, Cao Pi se u nju zaljubio i oženio, iako je Yuan Xi još uvijek bio živ. Ona je Cao Piju rodila sina po imenu Cao Rui.
Cao Pi se uglavnom držao podalje od vojnih poslova te je više volio biti u Luoyangu na dvoru, gdje se posvetio upravnoj konsolidaciji sve većih teritorija koje je osvojio njegov otac. S vremenom je došao u sukob sa svojom mlađim bratom Cao Zhijem, koji je sebe smatrao vrijednijim titule nasljednika. Sukob se odrazio kroz dvije suprotstavljene klike dvorjana, a razriješen je tek 220. godine nakon Cao Caove smrti.
Tada je Cao Pi pokazao veliku vještinu, prvo tako što se uz pomoć majke proglasio kraljem Weija, a potom dodatno konsolidirao svoj položaj tako što je svog cara Xiana, svog nominalnog sizerena, natjerao na abdikaciju, a potom sebe proglasio novim carem, okončavši tako 400 godina staru dinastiju Han. Uslijedila je čistka Cao Zhijevih pristaša, dok su njegova braća Cao Zhi i Cao Zhang degradirani. U to vrijeme je također natjerao svoju suprugu Gospu Zhen da počini samoubojstvo, zahvaljujući čemu je njegova druga supruga Guo Nüwang postala novom caricom.
Cao Pi je imao daleko manje uspjeha u nastojanju da svoju vlast proširi na ostatak Kine. Na samom početku vladavine nije uspio iskoristiti sukob suparničkih država Shu Han i Istočni Wu kako bi ih pokorio. Umjesto toga su se dvije države udružile i natjerale Cao Wei da se brani od njihovih napada. Pred samu smrt je Cao Pi nevoljko priznao Cao Ruija za svog sina, a samim time i za carskog nasljednika.